# Cmentarz Żołnierzy Radzieckich w Kartuzach
Cmentarz Żołnierzy Radzieckich w Kartuzach – cmentarz wojenny żołnierzy radzieckich zmarłych w wyniku tzw. operacji pomorskiej, znajdujący się przy ul. Majkowskiego w Kartuzach, w powiecie kartuskim, w województwie pomorskim.
Na cmentarzu chowano żołnierzy Armii Czerwonej zmarłych w szpitalu wojennym w Kartuzach po zaciętych walkach podczas tzw. Operacji pomorskiej z marca 1945 r.
W 2019 r. cmentarz został wyremontowany dzięki środkom Ministerstwa Obrony Federacji Rosyjskiej. W trakcie prac przemalowano także na kolor złoty, czerwone gwiazdy z ogrodzenia cmentarza. W ramach prac zaktualizowana została też lista spoczywających na cmentarzu osób.  